# Anton-Günther-Ring
Der Anton-Günther-Ring war eine vom Heimatwerk Sachsen 1937 nach dem Tod des erzgebirgischen Volkssängers Anton Günther ins Leben gerufene Vereinigung von Dichtern des Erzgebirges, die der Förderung der Mundartdichtung dienen sollte.

## Geschichte
Im Juni 1937 lud der Volkstumbeauftragte für das Erzgebirge im Heimatwerk Sachsen Werner Vogelsang 36 handverlesene erzgebirgische Dichter zu einer Tagung in den Frohnauer Hammer bei Annaberg ein. Der Einladung zu diesem Treffen folgten 21 Dichter. An dessen Ende teilte Vogelsang in erzgebirgischer Mundart mit, dass „alle, die es wert seien, in einen erzgebirgischen Dichterring berufen werden, der den Namen Anton-Günther-Ring führen wird“.
Die Berufungen nahm zunächst der sächsische Reichsstatthalter Martin Mutschmann vor, später auch andere nationalsozialistische Funktionäre. Im Januar 1938 gehörten dem Ring bereits 16 Personen an.

## Mitglieder
- Edwin Bauersachs (1893–1948), Mundartdichter des Erzgebirges
- Stephan Dietrich (1898–1969), Lehrer und Heimatdichter des Erzgebirges
- Gertrud Drechsler (1896–1984), Mundartdichterin des westlichen Erzgebirges
- Walter Fröbe
- Arthur Günther (1885–1974), Heimatforscher, Schriftsteller und Kommunalpolitiker
- Konrad Grüttner (1894–1982), Mundartdichter
- Hugo Hartmann, Schwarzenberg
- Hörning, Ehrenfriedersdorf
- Reinhold Illing (1884–1971), erzgebirgischer Mundartdichter
- Gottfried Lattermann
- Max Nacke (1883–1958), Mundartdichter und Sänger des Erzgebirges
- Emil Müller
- Otto Puschmann (1880–1956), Lehrer und erzgebirgischer Mundartdichter
- Karl Reinheckel, Mundartdichter aus Aue
- Max Rothe († 1942)
- Hans Soph
- Max Tandler (1895–1982), erzgebirgischer Mundartdichter
- Hanne Treff (1887–1957), erzgebirgische Heimatdichterin
- Hermann Uhlig (1871–1942), Schuldirektor i. R., Lauter